# Torre Sky
 La Torre Sky  es un edificio de apartamentos que se encuentra en la ciudad de Tegucigalpa, M.D.C. capital de la República de Honduras.

## Descripción del edificio
La Torre Sky se encuentra ubicada en la colonia Lomas del Mayab, cuenta con 27 pisos, que abarcan 49 apartamentos, que lo ubican como uno de los edificios residenciales mejor ubicados en la capital hondureña. La estructura es de construcción de hormigón, concreto y embellecedores, alcanza la altura de 97 metros y finalizó su construcción en el 2011 en ese momento fue el edificio más alto de Honduras, actualmente es el sexto edificio más alto de Honduras y de los primeros de la ciudad capital Tegucigalpa.

La construcción cuenta con un sistema de alta seguridad, con estacionamiento subterráneo, lobby de doble altura, cancha de tenis, racquetball, piscina, área de gimnasio y negocio.

## Datos
Tiene tres pisos de estacionamientos, 1 lobby y 23 pisos habitables. Los primeros 3 no están a nivel de la calle principal; por ello, sólo se habla de 23 pisos de altura”, comentan los ingenieros de la obra (Sky Residence Club) encargados del diseño de la torre.
- Altura máxima: 100 m (desde la base) 94 m (desde la entrada principal)[4]
- Número de plantas: 27
- Uso: Residencial
- Año de construcción: 2007 y 2008
- Costo estimado construcción 15 millones US$[5]

## Anexos
- Anexo:Edificios más altos de Honduras
- Anexo:Edificios más altos de Centroamérica
- América Central
- Tegucigalpa
- Honduras
- Infraestructuras de Honduras
- Urbanismo
- Economía de Honduras